# Saulnières (Ille-et-Vilaine)
Pour les articles homonymes, voir Saulnières.
Saulnières est une commune française située dans le département d'Ille-et-Vilaine, en région Bretagne.

## Géographie

### Description

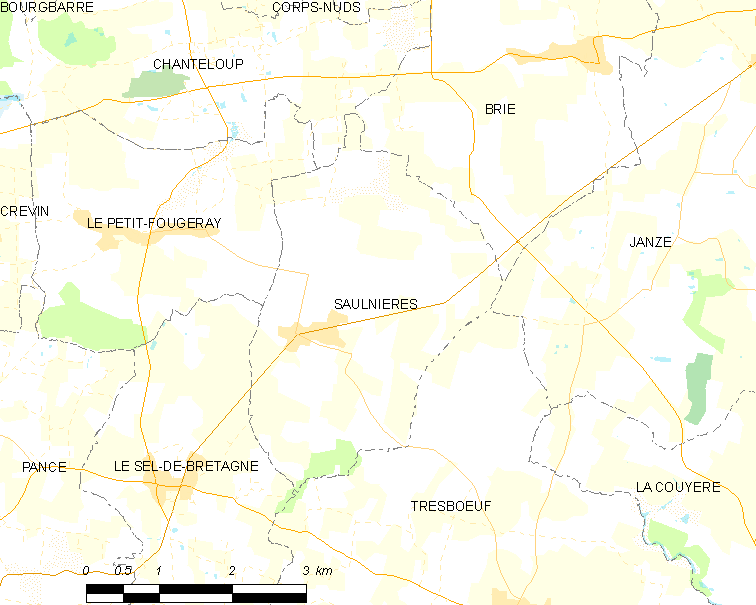
Carte de Saulnières et des communes avoisinantes.
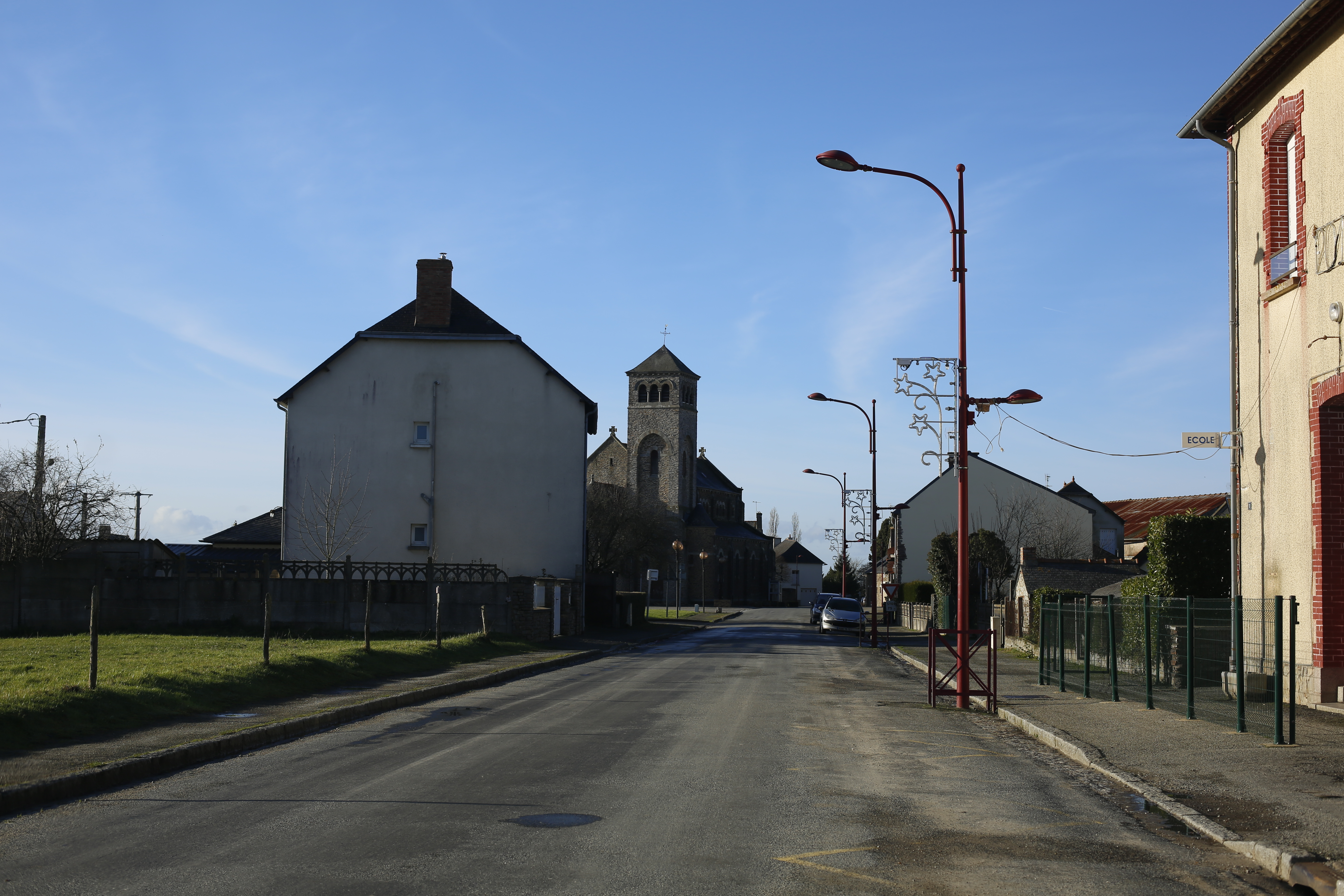
Le centre du bourg de Saulnières.

### Hydrographie
Pour un article plus général, voir Réseau hydrographique d'Ille-et-Vilaine.
La commune est située dans le bassin Loire-Bretagne. Elle est drainée par le ruisseau de l'Étang normand, le ruisseau de Caharel, le ruisseau de Caran et le ruisseau de la Potinière,,.

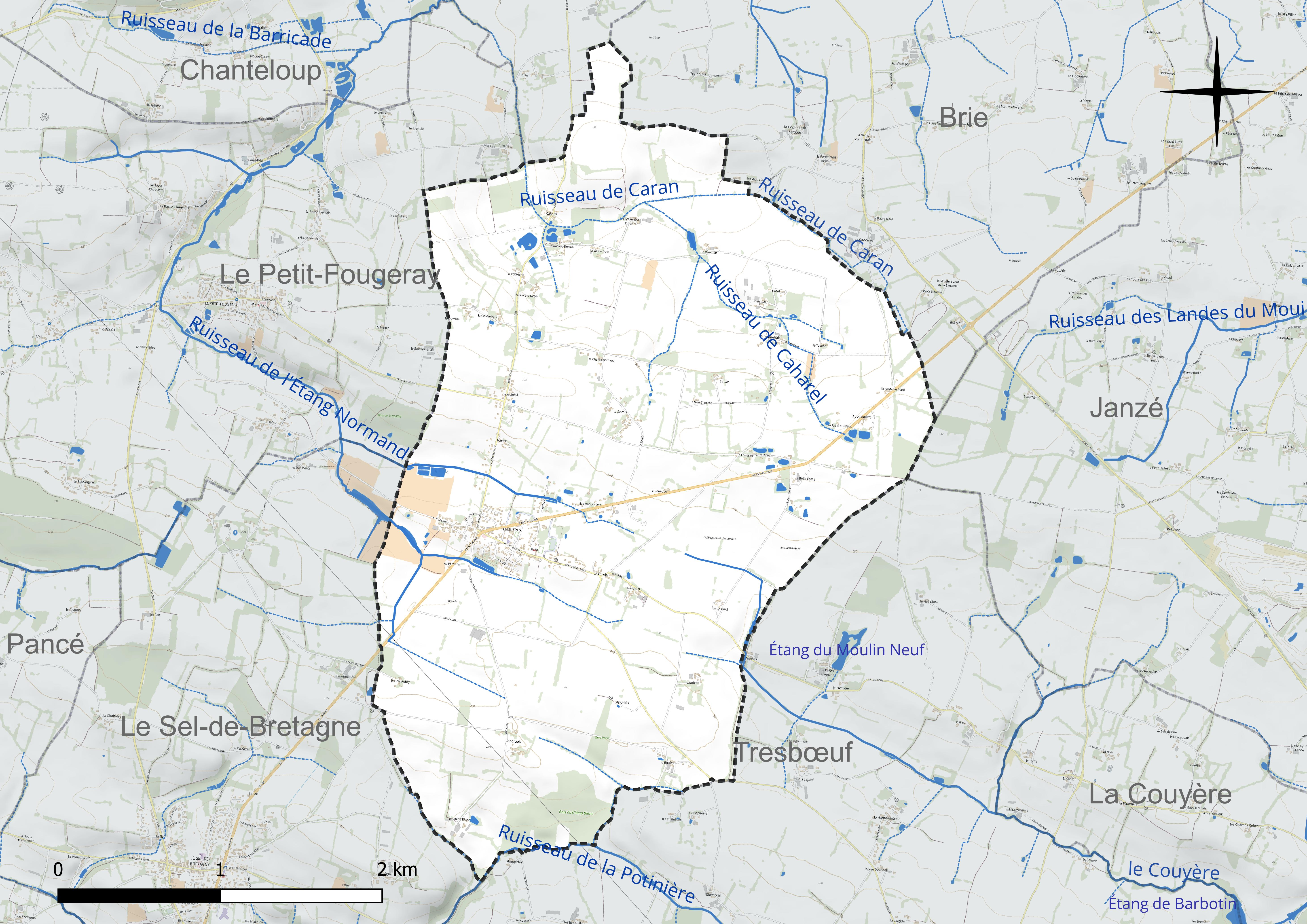
Réseau hydrographique de Saulnières.

### Climat
Pour des articles plus généraux, voir Climat de la Bretagne et Climat d'Ille-et-Vilaine.
En 2010, le climat de la commune est de type climat océanique altéré, selon une étude du CNRS s'appuyant sur une série de données couvrant la période 1971-2000. En 2020, Météo-France publie une typologie des climats de la France métropolitaine dans laquelle la commune est exposée à un climat océanique et est dans la région climatique  Bretagne orientale et méridionale, Pays nantais, Vendée, caractérisée par une faible pluviométrie en été et une bonne insolation. Parallèlement l'observatoire de l'environnement en Bretagne publie en 2020 un zonage climatique de la région Bretagne, s'appuyant sur des données de Météo-France de 2009. La commune est, selon ce zonage, dans la zone « Sud Est », avec des étés relativement chauds et ensoleillés.  
Pour la période 1971-2000, la température annuelle moyenne est de 11,4 °C, avec une amplitude thermique annuelle de 13,2 °C. Le cumul annuel moyen de précipitations est de 720 mm, avec 12,2 jours de précipitations en janvier et 6,9 jours en juillet. Pour la période 1991-2020, la température moyenne annuelle observée sur la station météorologique la plus proche, située sur la commune de La Noë-Blanche à 17 km à vol d'oiseau, est de 12,2 °C et le cumul annuel moyen de précipitations est de 780,5 mm,. Pour l'avenir, les paramètres climatiques de la commune estimés pour 2050 selon différents scénarios d'émission de gaz à effet de serre sont consultables sur un site dédié publié par Météo-France en novembre 2022.

## Urbanisme

### Typologie
Au 1er janvier 2024, Saulnières est catégorisée commune rurale à habitat dispersé, selon la nouvelle grille communale de densité à sept niveaux définie par l'Insee en 2022.
Elle est située hors unité urbaine. Par ailleurs la commune fait partie de l'aire d'attraction de Rennes, dont elle est une commune de la couronne,. Cette aire, qui regroupe 183 communes, est catégorisée dans les aires de 700 000 habitants ou plus (hors Paris),.

### Occupation des sols
L'occupation des sols de la commune, telle qu'elle ressort de la base de données européenne d'occupation biophysique des sols Corine Land Cover (CLC), est marquée par l'importance des territoires agricoles (94,2 % en 2018), une proportion sensiblement équivalente à celle de 1990 (94,8 %). La répartition détaillée en 2018 est la suivante : 
zones agricoles hétérogènes (37,8 %), terres arables (34,5 %), prairies (22 %), zones urbanisées (3,2 %), forêts (2,6 %). L'évolution de l'occupation des sols de la commune et de ses infrastructures peut être observée sur les différentes représentations cartographiques du territoire : la carte de Cassini (XVIIIe siècle), la carte d'état-major (1820-1866) et les cartes ou photos aériennes de l'IGN pour la période actuelle (1950 à aujourd'hui).

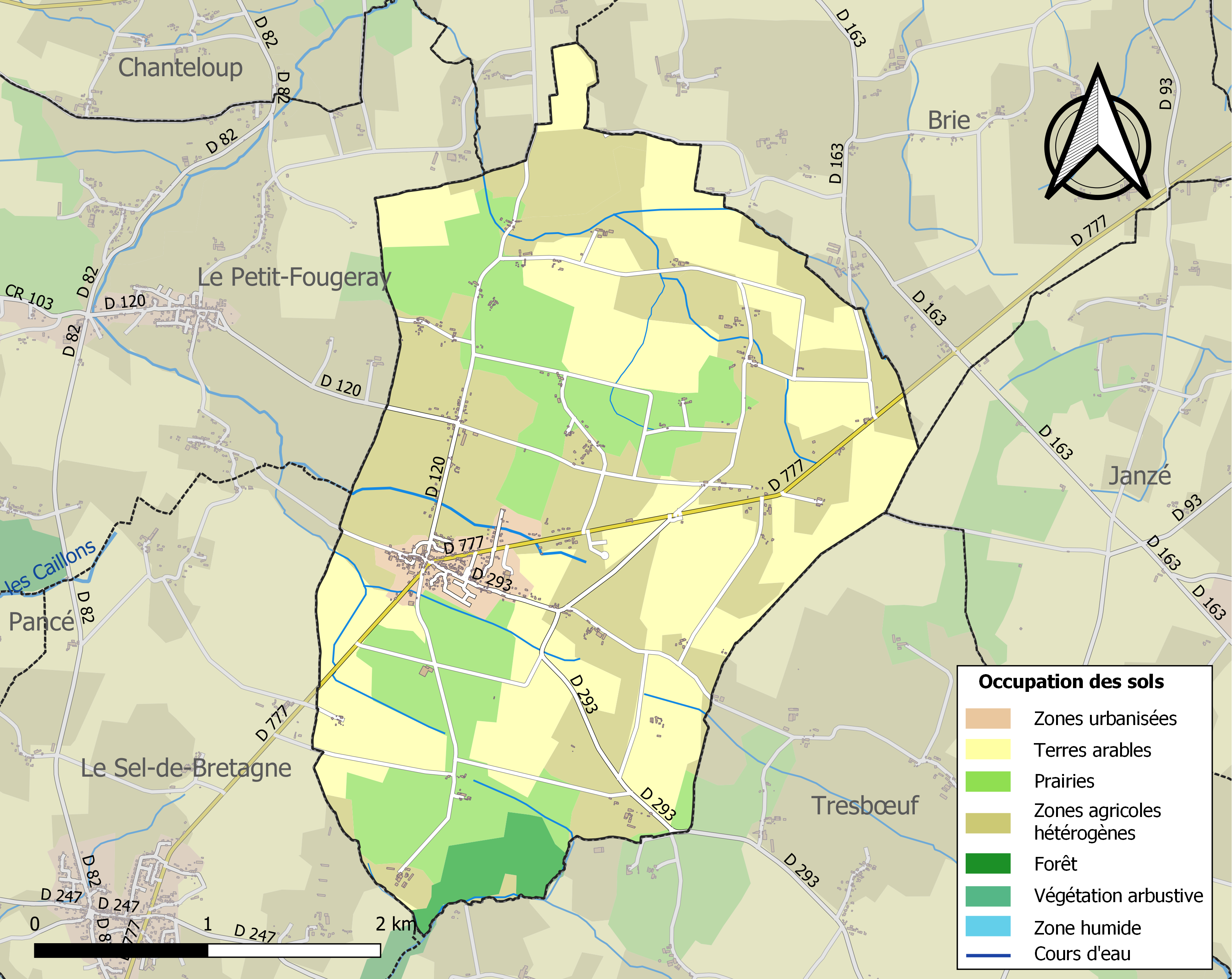
Carte des infrastructures et de l'occupation des sols de la commune en 2018 (CLC).

## Toponymie
Le nom de la localité est attesté sous les formes Villa Salnieriensis au XIe siècle, ce qui signifie « domaine où on vend du sel », Salneris en 1068, parochia de Sauneriis en 1240, ecclesia de Salneriis en 1516.
Les saulniers empruntaient les chemins de la paroisse pour livrer le sel dans les campagnes bretonnes, mais aussi pour le livrer, souvent en contrebande, en Anjou : le « chemin des Saulniers », ancienne voie gallo-romaine, et même probablement chemin protohistorique (de nombreux mégalithes jalonnent son tracé), en bonne partie identifié, passait au nord du bourg de Saulnières et se poursuivait en direction de l'Anjou, passant notamment au sud de la forêt de la Guerche.

## Histoire

### Antiquité et Moyen Âge
En 1068, la paroisse de Saulnières  relève du seigneur de Châteaugiron, qui donne le quart des dîmes et du terrage à l'abbaye Saint-Georges de Rennes, où sa fille est religieuse.
Selon Jean-Baptiste Ogée, « les religieuses de ce temps jouissaient d'une grande liberté ; liberté peut-être aussi funeste à leurs mœurs qu'à leur réputation. La médisance, ou peut-être la calomnie se déchaîna contre elles. Les Conciles et les Évêques, voulant empêcher un scandale nuisible à la religion, donnèrent à ces religieuses des avis sages. Mais l'amour de la liberté, et peut-être des plaisirs, faisoient oublier des conseils salutaires à la vérité, mais qui faisoient un devoir de la pénitence. Enfin le mal alla si loin, qu'en 1527, Yves de Mayeux, Évêque de Rennes, ne pouvant plus tolérer ces abus, eût recours à l'autorité du Roi pour astreindre à la clôture les religieuses de Saint-Georges ».

### Temps modernes

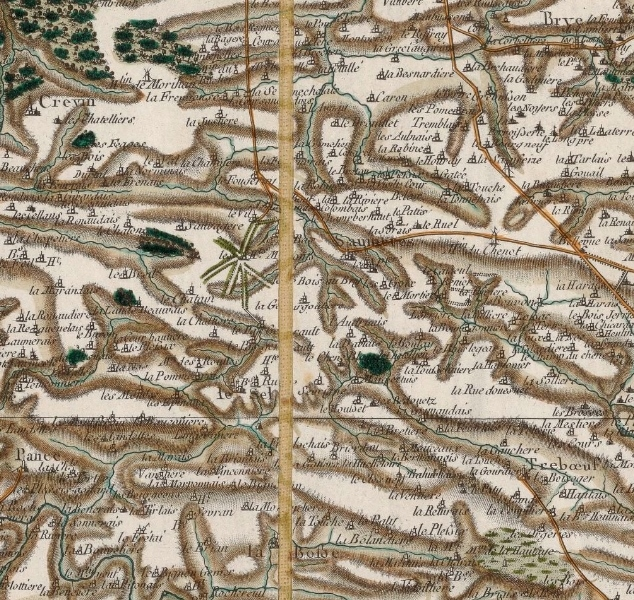
Carte de Cassini représentant la région de Saulnières et Le Sel.

Jean-Baptiste Ogée décrit ainsi Saulnières en 1778 :

« Saulnières : à 5 lieues au Sud-Sud-Est de Rennes, son évêché, sa subdélégation et son ressort. On y compte 650 communiants, y compris ceux de La Bosse, sa succursale. Le territoire, couvert d'arbres et de buissons, renferme des terres labourables, des prairies et des landes ; les habitants font du cidre. (...). »

La paroisse de Saulnières était divisée en quatre frairies : le Bourg, la Ballue, la Bosse et la Haute-Bosse. Les seigneurs de Châteaugiron et de Poligné se partageaient les fiefs de la paroisse, qui possédait aussi plusieurs terres nobles : la Motte ; la Métairie ; la Marchée ; le Plessix-Bonenfant.

### Révolution française
L'assemblée des paroissiens de Saulières, préalable à la réunion des États généraux, se tint le 5 avril 1789 ; elle fut présidée par Barbotin le Jeune, notaire de la juridiction du Sel et de la baronnie de Poligné ; 27 paroissiens étaient présents et deux d'entre eux ( Alexis Pitauld et Pierre Gouret) furent désignés pour représenter la paroisse à l'assemblée de la sénéchaussée. Le cahier de doléances de la paroisse n'a pas été retrouvé.

### LeXIXesiècle
Le 16 juin 1826, Saulnières perd une partie de son territoire quand La Bosse prend son indépendance et devient paroisse par ordonnance royale de Charles X.
A. Marteville et P. Varin, continuateurs d'Ogée, décrivent ainsi Saulnières en 1853 :

« Saulnières (sous l'invocation de saint Martin, fêté le 11 novembre) : commune formée de l'ancienne paroisse de ce nom ; aujourd'hui succursale. (...) Principaux villages : la Haute et la Basse-Colombais, la Tennehais, la Solais, le Boulay, Laudruais. Maisons importantes : le Plessix, Bon-Enfant, la Marchée. Superfcie totale 1 033 hectares 86 ares, dont (...) terres labourables 478 ha, prés et pâturages 133 ha, bois 40 ha, vergers et jardins 14 ha, landes et incultes 315 ha (...). Les anciens titres nomment cette paroisse ecclesia de Salneriis. Géologie : schiste argileux , quartzite au nord et au sud. On parle le français [en fait le gallo]. »

### LeXXesiècle

#### La Belle Époque
Une ligne de tramway des TIV (Transports d'Ille-et-Vilaine) allant de Rennes au Grand-Fougeray en passant par Chartres, Noyal-sur-Seiche, Pont-Péan, Orgères, Chanteloup, Le Sel, Saulnières, Pancé, Bain et La Dominelais fut construite à partir de 1909 ; mise en service en 1910, la ligne était longue de 64 km ; elle ferma en 1937 ; les tramways y circulaient à environ 25 km/h.

#### La Première Guerre mondiale

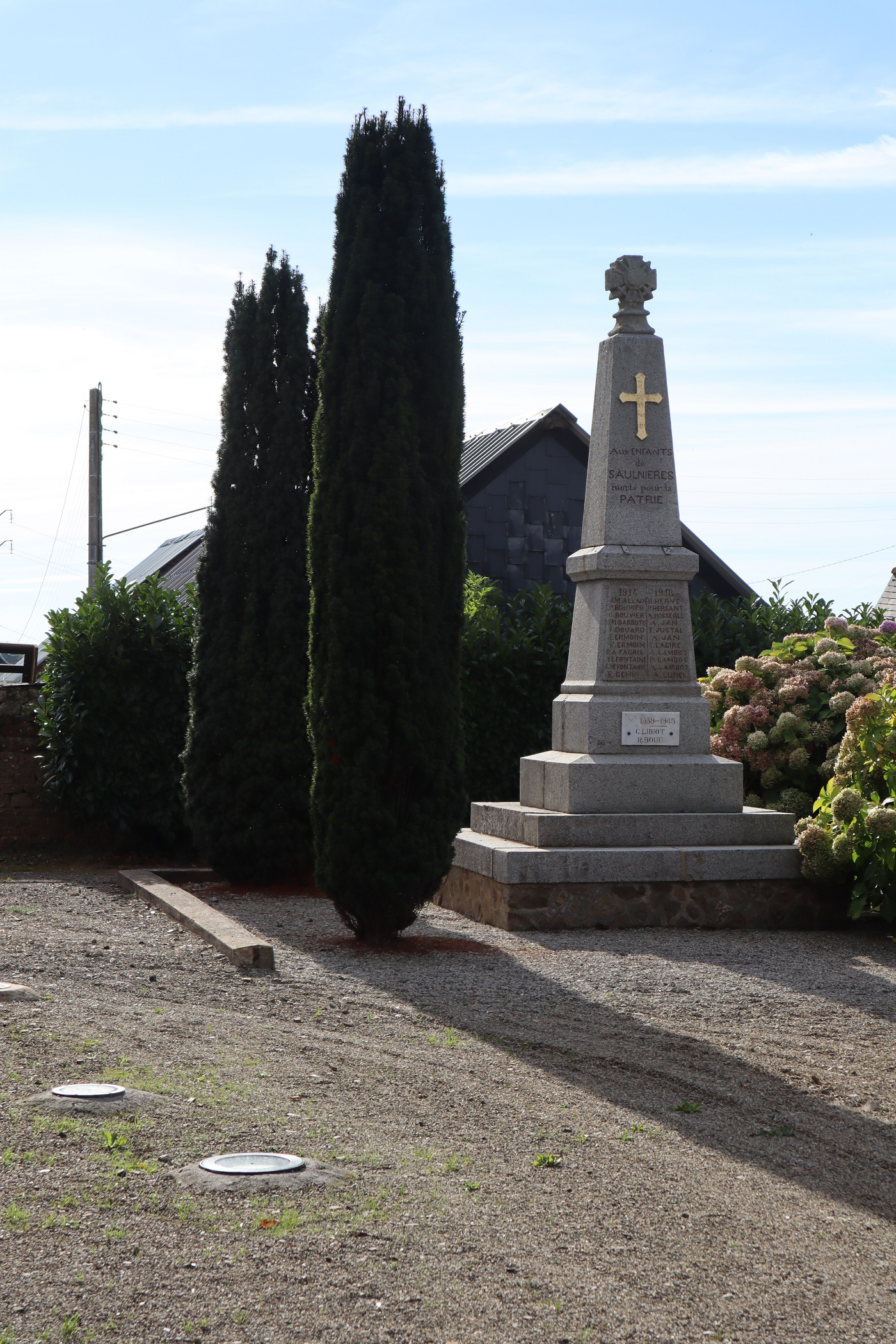
Le monument aux morts de Saulnières.

Le monument aux morts de Saulnières porte les noms de 33 soldats morts pour la France pendant la Première Guerre mondiale ; parmi eux 4 sont morts en Belgique dont 3 (Lucien Bouvier, Dominique Gémin et Félix Rabaux) dès le 22 août 1914, le quatrième, Aristide Lambot, étant tué à l'ennemi le 28 septembre 1916 ; tous les autres sont morts sur le sol français à l'exception de Pierre Phélipé, interné en Suisse après avoir été prisonnier en Allemagne pendant presque toute la guerre et décédé le 21 juillet 1918 à Montana.

#### L'Entre-deux-guerres

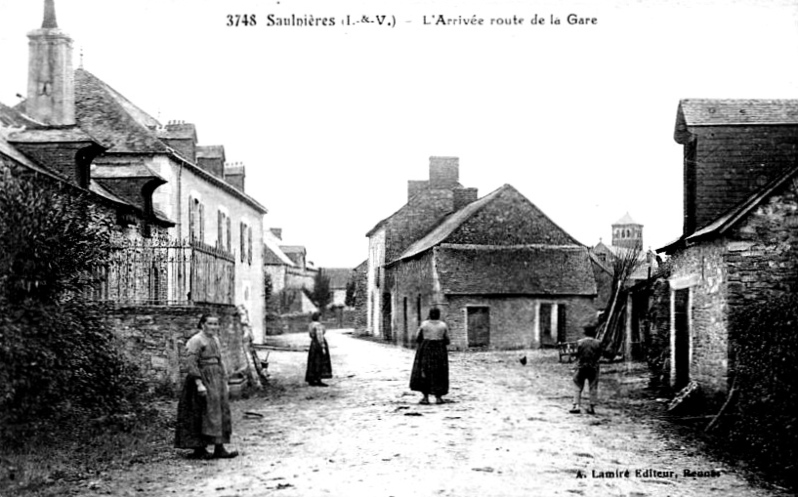
Saulnières : la route de la Gare.
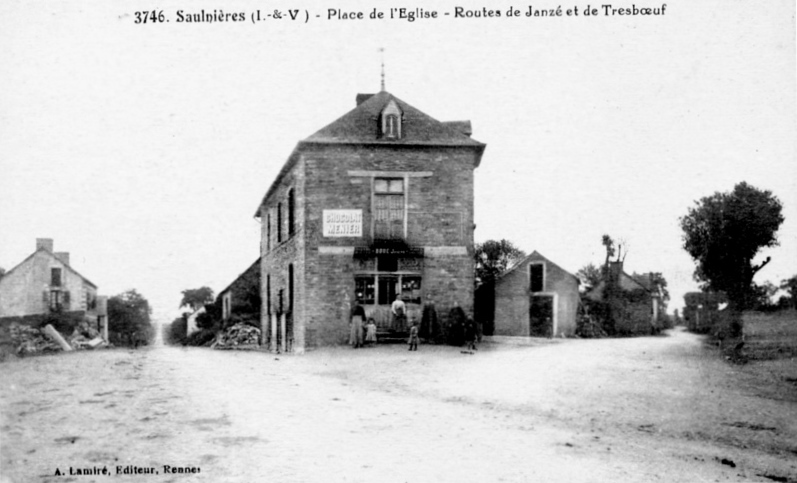
Saulnières : routes de Janzé et de Tresbœuf.

#### La Seconde Guerre mondiale
Le monument aux morts de Saulnières porte les noms de 2 personnes mortes pour la France pendant la Seconde Guerre mondiale : Roger Boué, résistant FFI, mort des suites de ses blessures le 28 août 1944 à Saint-Jean-la-Poterie alors qu'il combattait sur le front de Lorient et Germain Libiot, soldat au 317e régiment d'artillerie lourde, mort pour la France le 14 juin 1940 à Coclois (Aube).

## Héraldique
| Blason de Saulnières | Blason  | Bandé d'argent et de gueules de six pièces, au lion de sable, couronné d'or, tenant dans sa dextre une croisette pattée aussi de sable, brochant sur le tout. |
| Blason de Saulnières | Détails | Le statut officiel du blason reste à déterminer. |

## Politique et administration

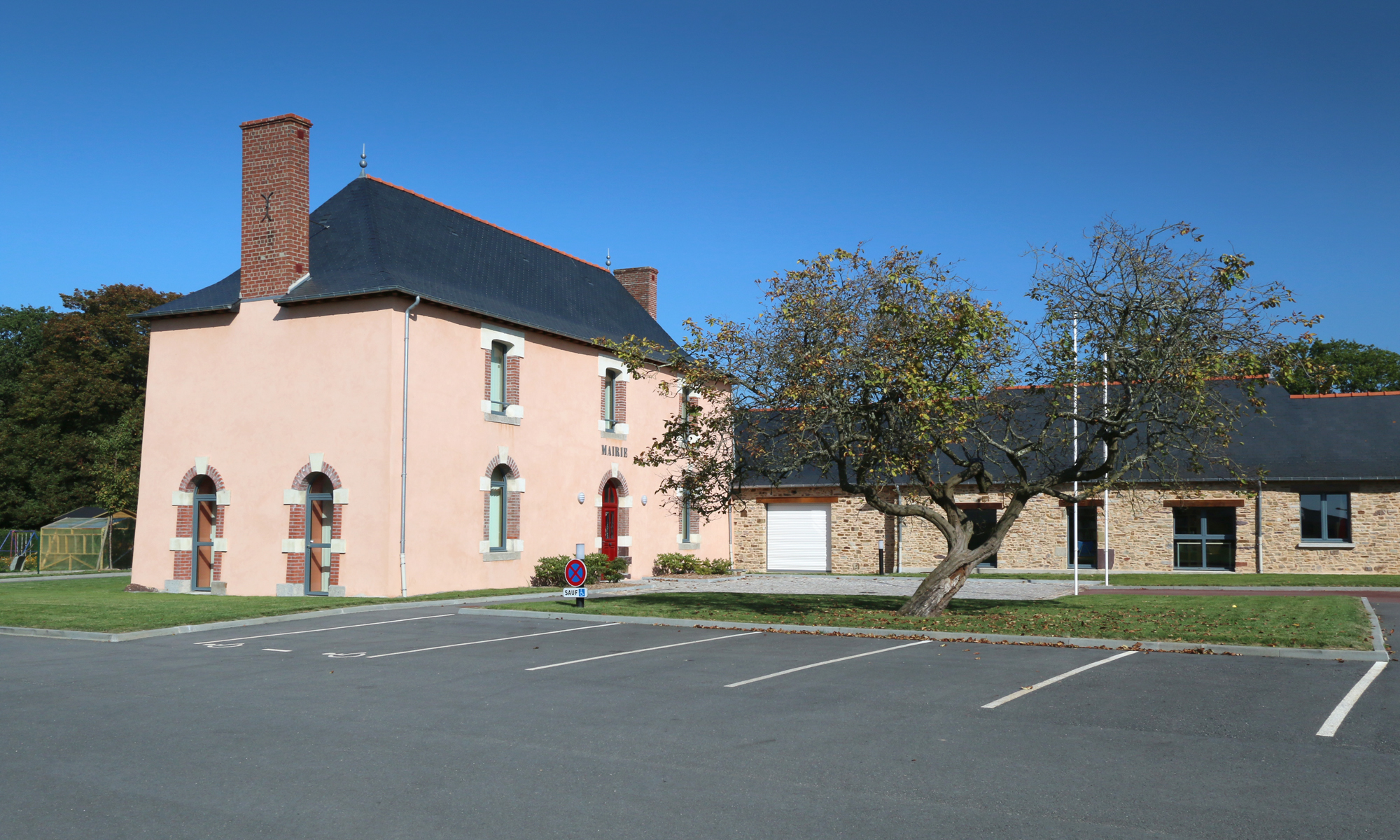
Mairie de Saulnières.

| Période                                  | Période   | Identité               | Étiquette | Qualité                |
| ---------------------------------------- | --------- | ---------------------- | --------- | ---------------------- |
| Mars 1965                                | -         | Phélippé Jean-Baptiste |           |                        |
| -                                        | Mars 2001 | Pierre Louis           |           |                        |
| mars 2001                                | mars 2014 | François Pilard        |           | Retraité               |
| mars 2014                                | En cours  | Laurent Le Guehennec   | DVD       | Responsable commercial |
| Les données manquantes sont à compléter. |           |                        |           |                        |

## Démographie
L'évolution du nombre d'habitants est connue à travers les recensements de la population effectués dans la commune depuis 1793. Pour les communes de moins de 10 000 habitants, une enquête de recensement portant sur toute la population est réalisée tous les cinq ans, les populations de référence des années intermédiaires étant quant à elles estimées par interpolation ou extrapolation. Pour la commune, le premier recensement exhaustif entrant dans le cadre du nouveau dispositif a été réalisé en 2007.

En 2022, la commune comptait 798 habitants, en évolution de +5,84 % par rapport à 2016 (Ille-et-Vilaine : +5,46 %, France hors Mayotte : +2,11 %).
| 1793 | 1800 | 1806 | 1821 | 1831 | 1836 | 1841 | 1846 | 1851 |
| ---- | ---- | ---- | ---- | ---- | ---- | ---- | ---- | ---- |
| 432  | 468  | 476  | 502  | 499  | 532  | 524  | 545  | 575  |

| 1856 | 1861 | 1866 | 1872 | 1876 | 1881 | 1886 | 1891 | 1896 |
| ---- | ---- | ---- | ---- | ---- | ---- | ---- | ---- | ---- |
| 529  | 572  | 605  | 565  | 580  | 583  | 627  | 640  | 587  |

| 1901 | 1906 | 1911 | 1921 | 1926 | 1931 | 1936 | 1946 | 1954 |
| ---- | ---- | ---- | ---- | ---- | ---- | ---- | ---- | ---- |
| 606  | 626  | 602  | 488  | 490  | 465  | 450  | 461  | 514  |

| 1962 | 1968 | 1975 | 1982 | 1990 | 1999 | 2006 | 2007 | 2012 |
| ---- | ---- | ---- | ---- | ---- | ---- | ---- | ---- | ---- |
| 503  | 503  | 466  | 531  | 558  | 581  | 661  | 673  | 715  |

| 2017 | 2022 | - | - | - | - | - | - | - |
| ---- | ---- | - | - | - | - | - | - | - |
| 773  | 798  | - | - | - | - | - | - | - |

## Lieux et monuments
- L'église paroissiale Saint-Martin, œuvre d'Henri Mellet, construite entre 1894 et 1902[35].

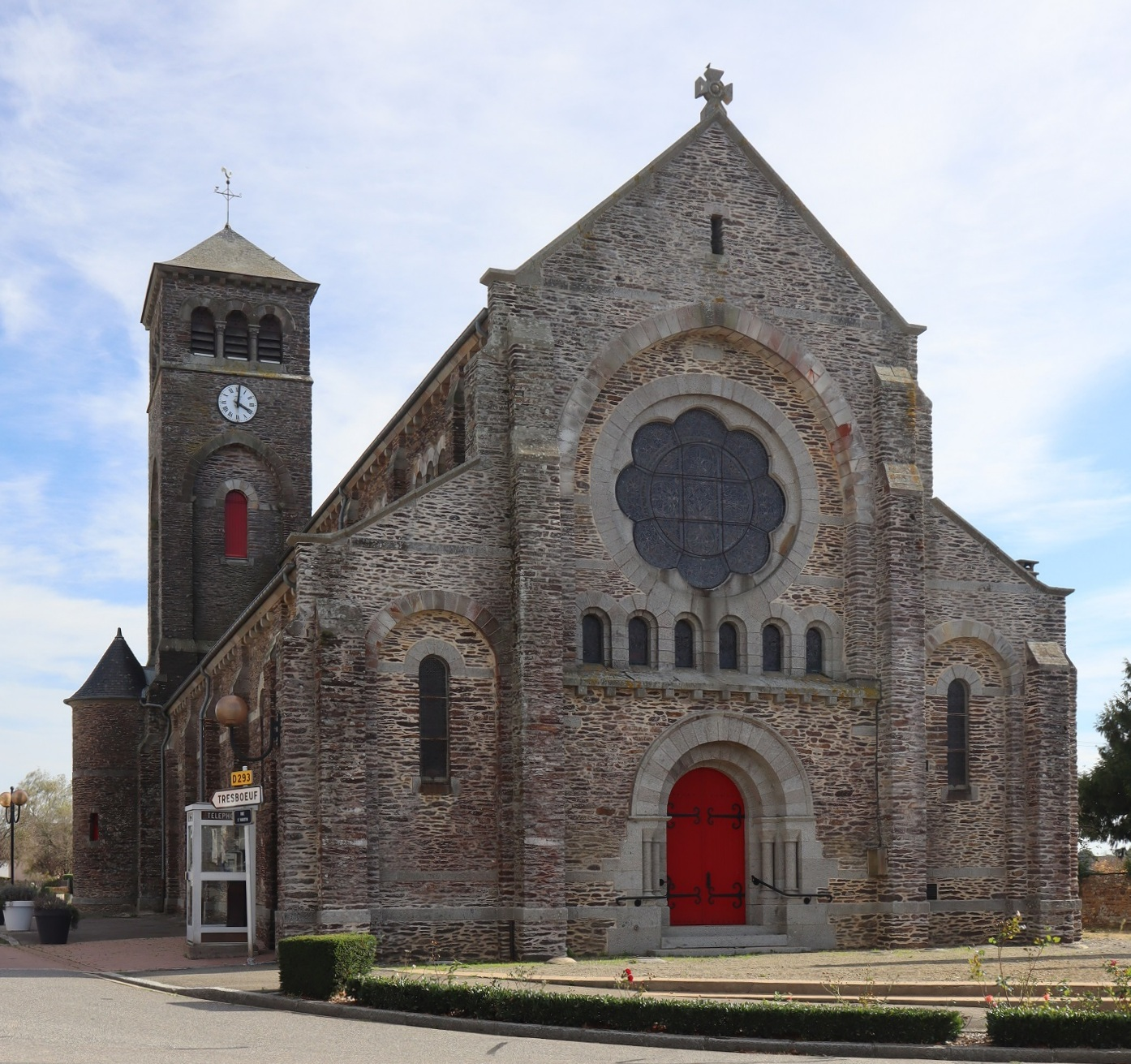
Église paroissiale Saint-Martin : vue extérieure (façade).
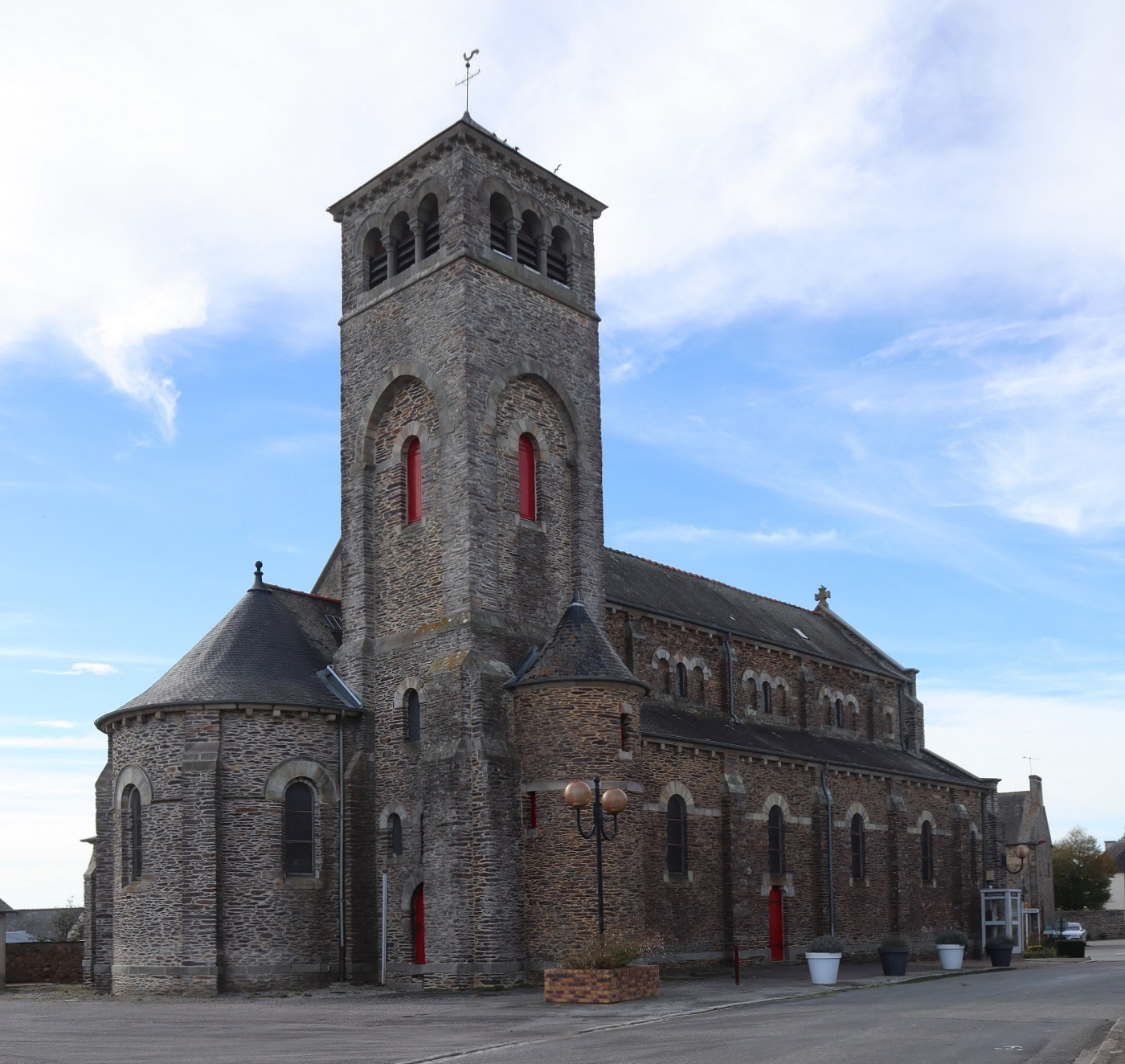
Église paroissiale Saint-Martin : vue extérieure (chevet, clocher et vue latérale).
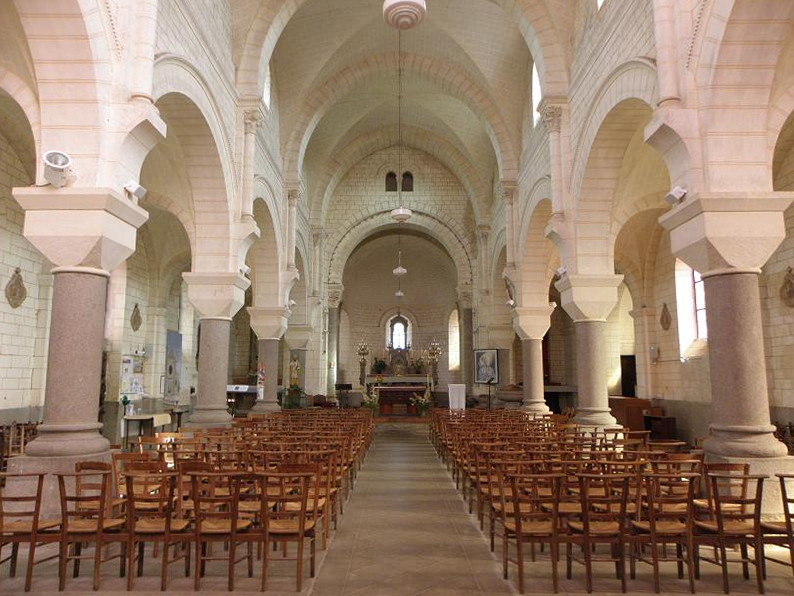
Église paroissiale Saint-Martin : vue intérieure d'ensemble.
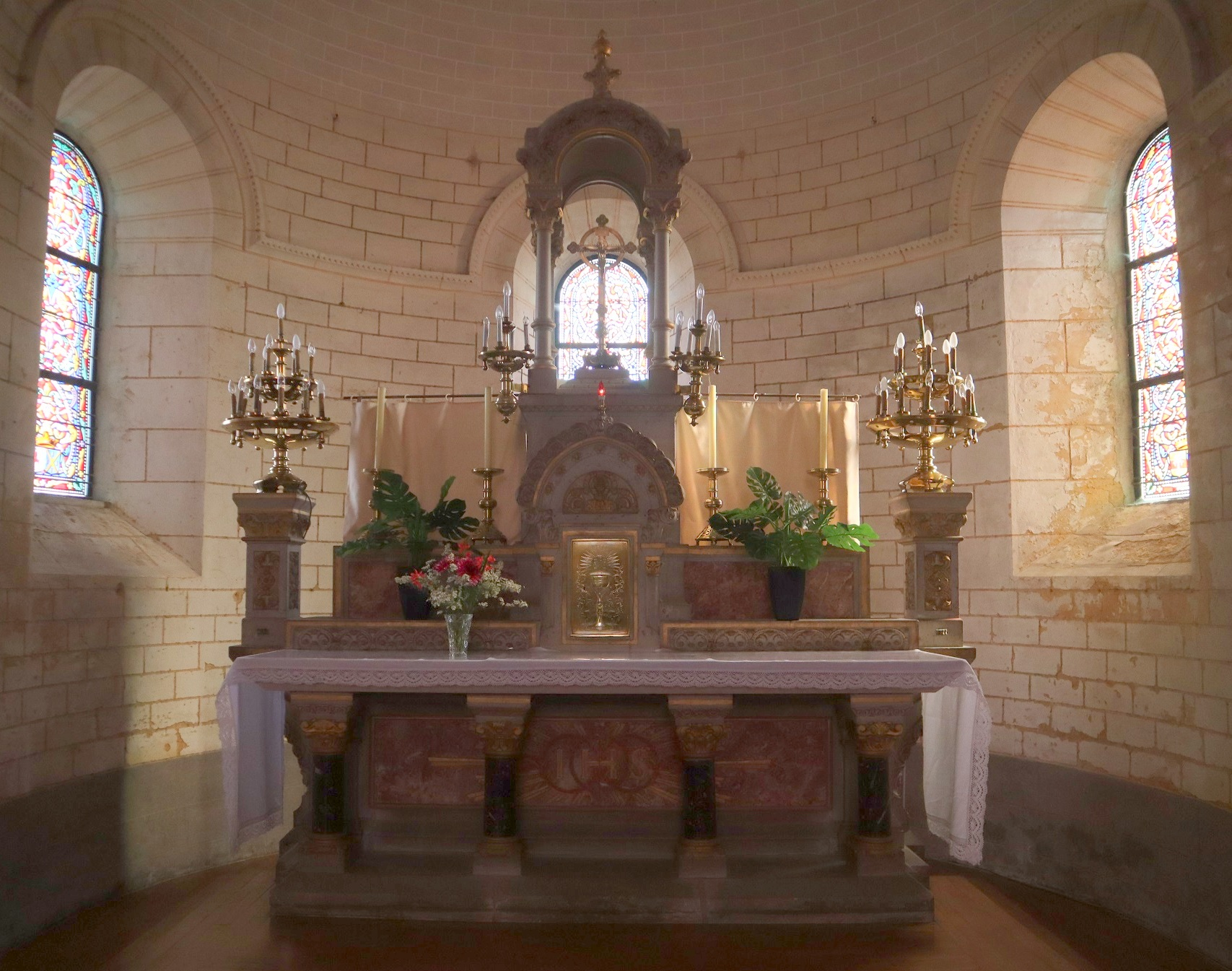
Église paroissiale Saint-Martin : le maître-autel.
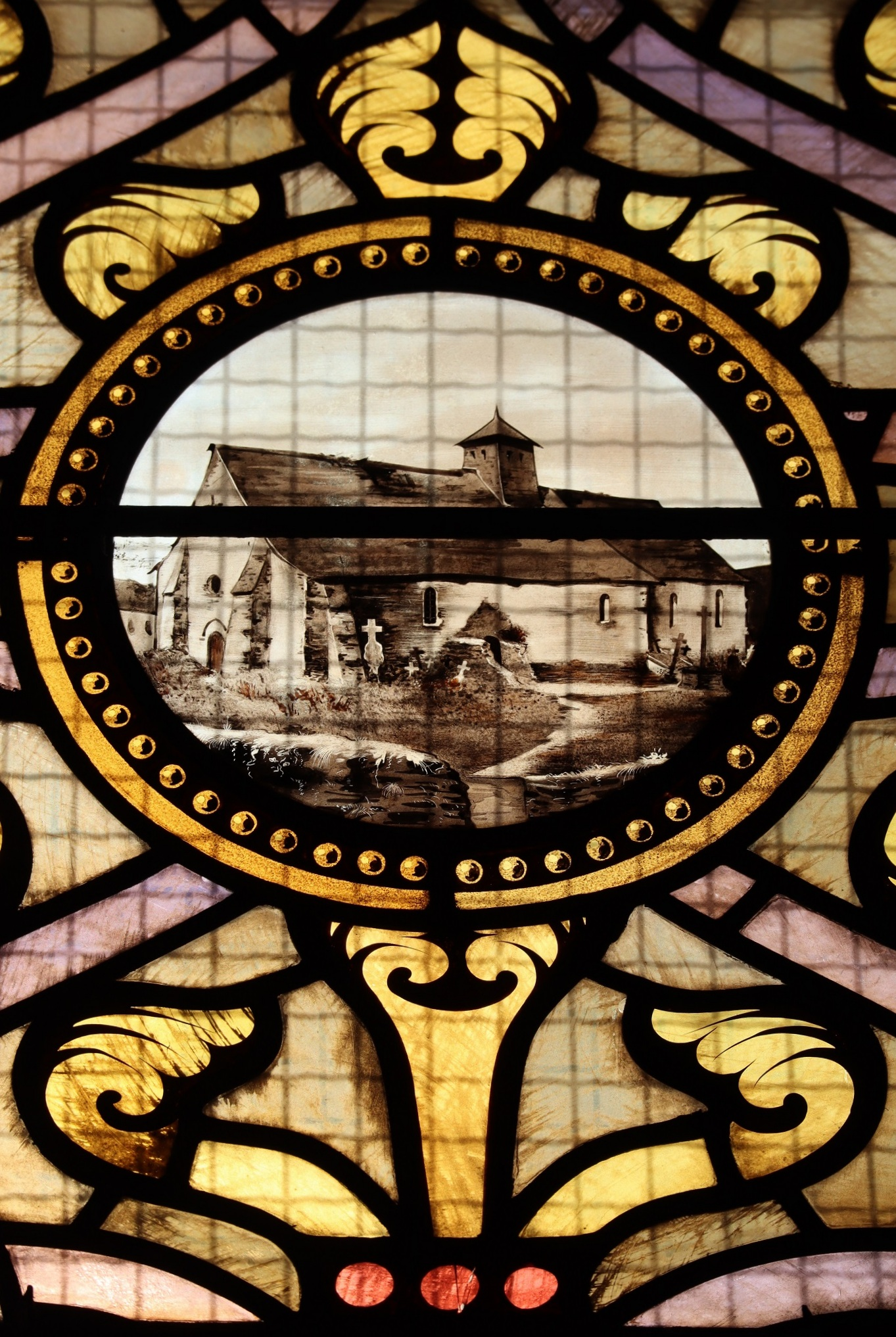
Église paroissiale Saint-Martin : vitrail (détail) représentant notamment l'ancienne église de Saulnières.
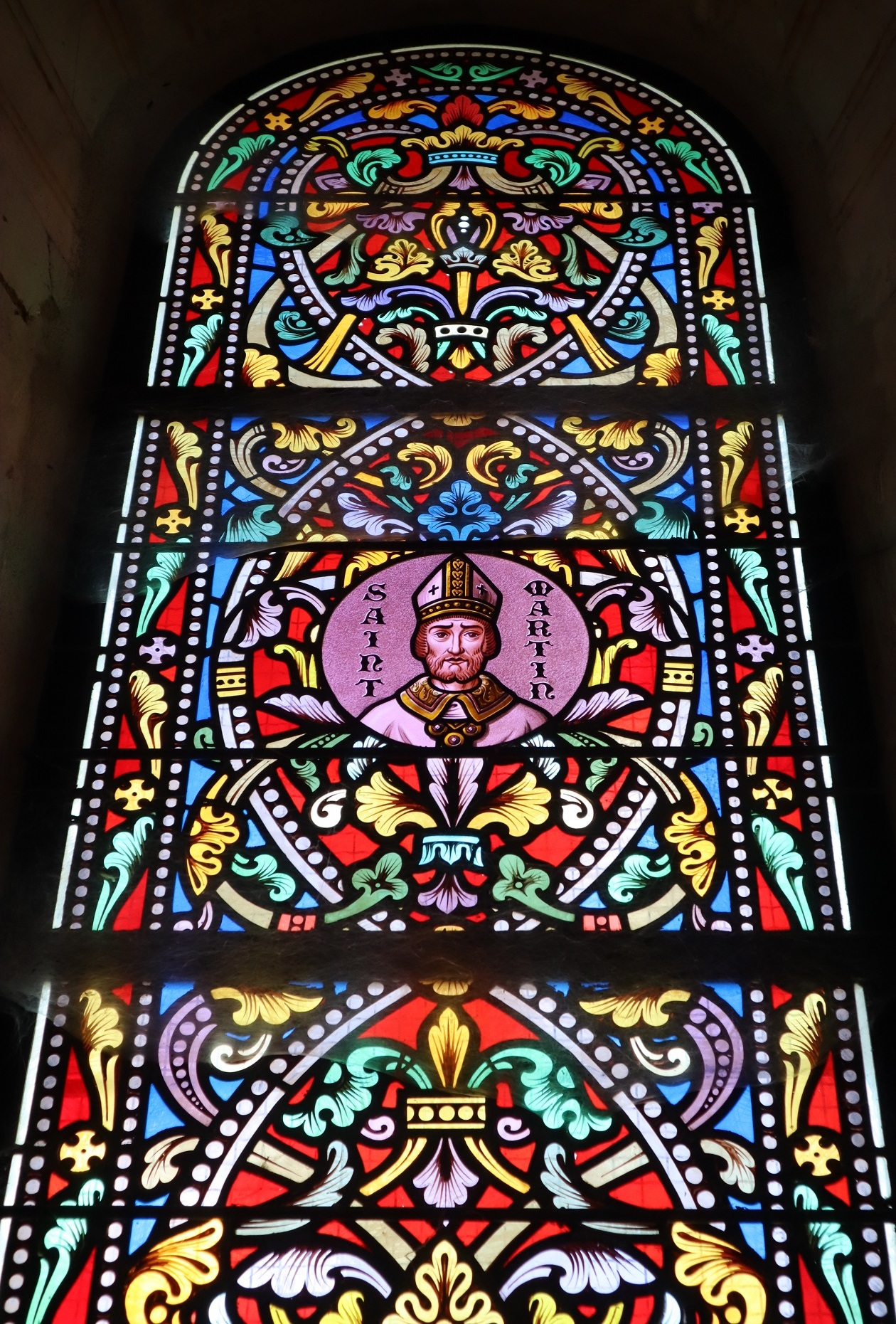
Église paroissiale Saint-Martin : vitrail (détail) représentant saint Martin.
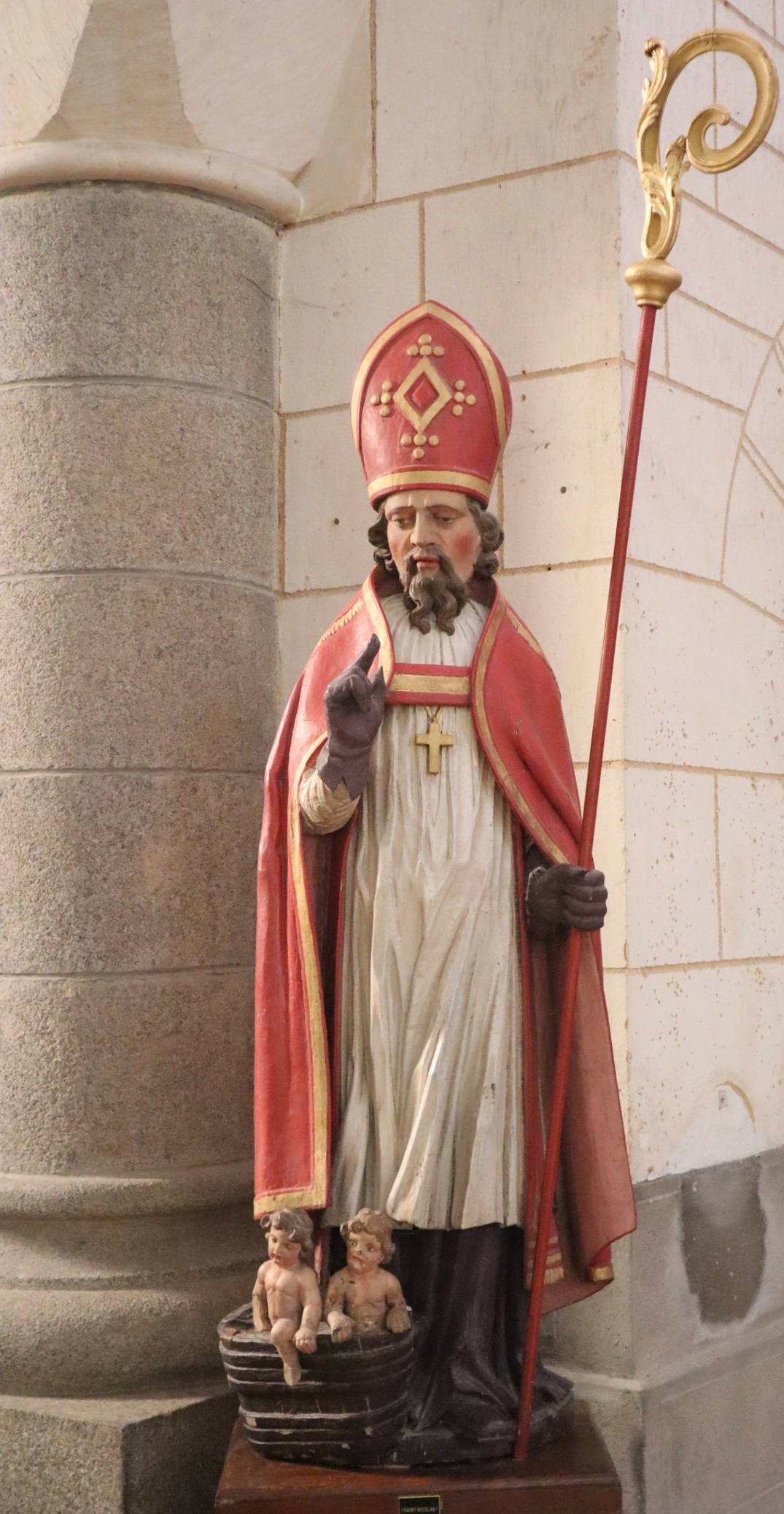
Église paroissiale Saint-Martin : statue de saint Nicolas.

- Le Monument aux Morts de Saulnières porte les noms[36] des soldats de Saulnières sous l'épitaphe « Aux enfants de Saulnières morts pour la Patrie » durant la Première Guerre mondiale, et la Seconde Guerre mondiale.
- L'école primaire est dédiée à Boby Lapointe[37].